# Hồ sông băng

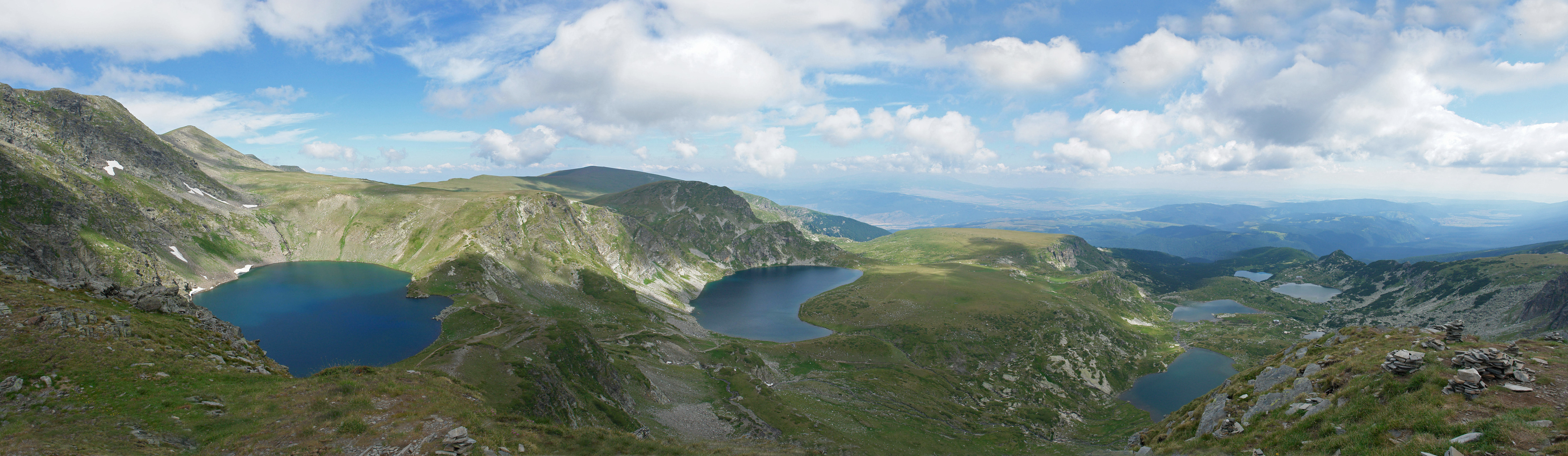
Khu bảy hồ Rila tại Rila, Bulgaria là một đại diện điển hình cho hồ có nguồn gốc từ sông băng

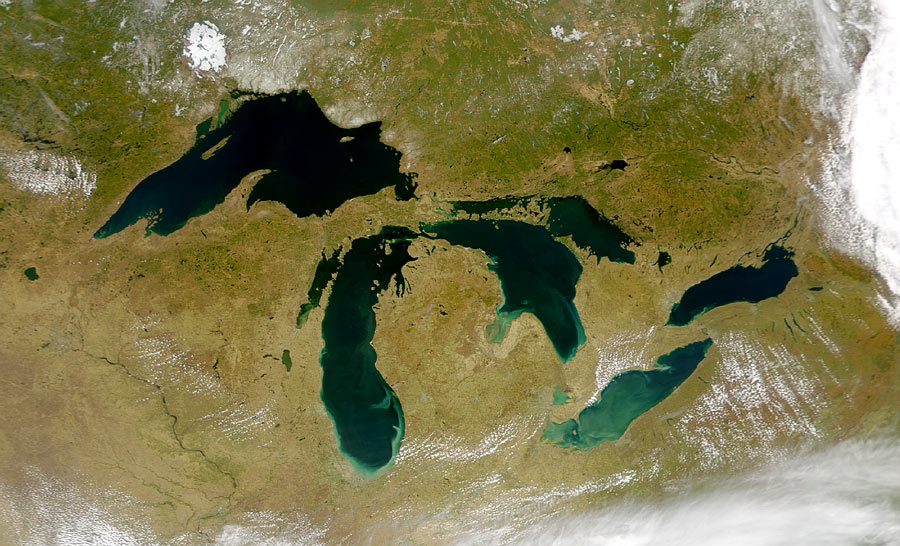
Ngũ Đại Hồ nhìn từ ngoài không gian. Ngũ Đại Hồ là hồ sông băng lớn nhất trên thế giới.

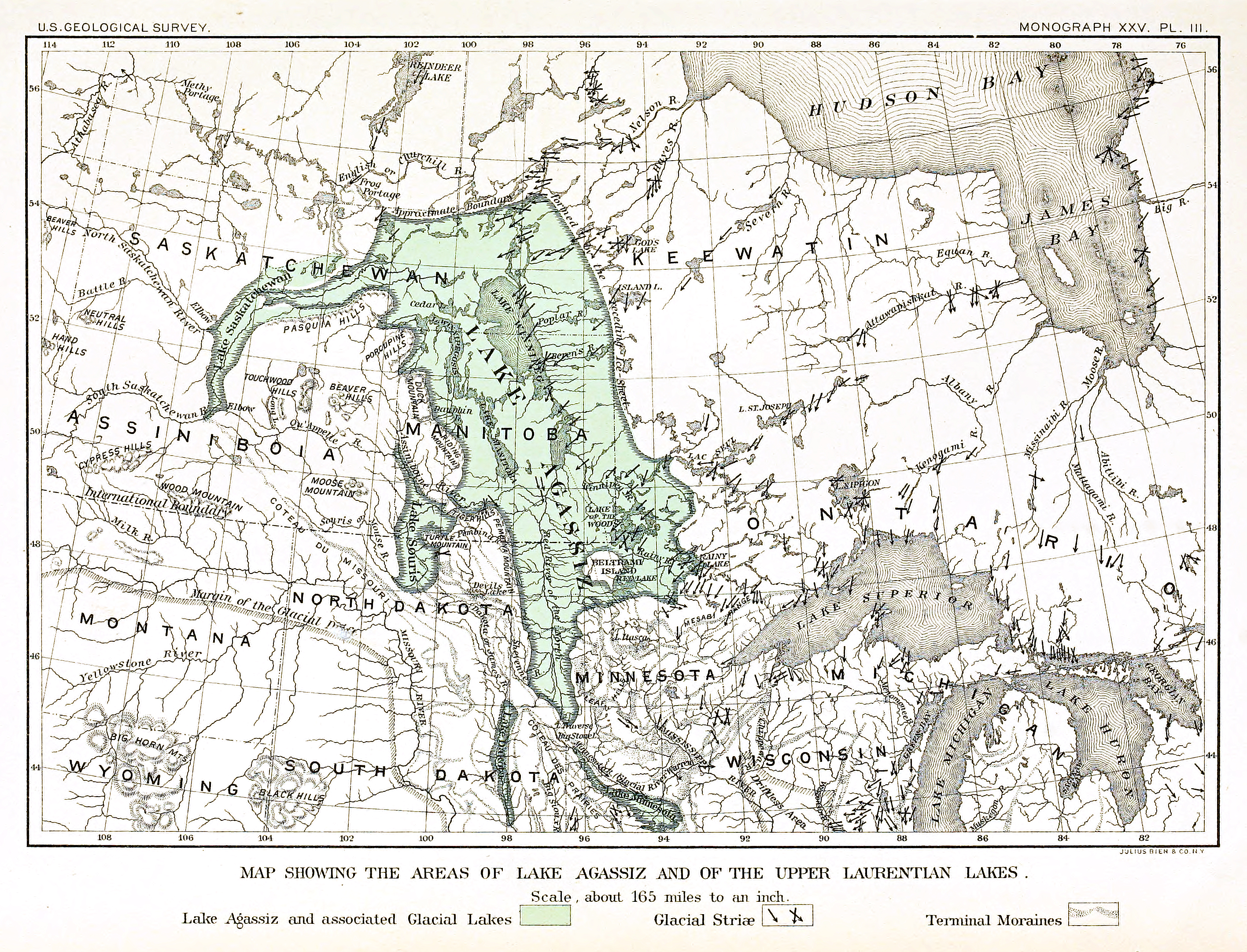
Hồ sông băng tiền sử Agassiz một thời từng chứa nhiều nước hơn tất cả các hồ trên thế giới hiện nay.

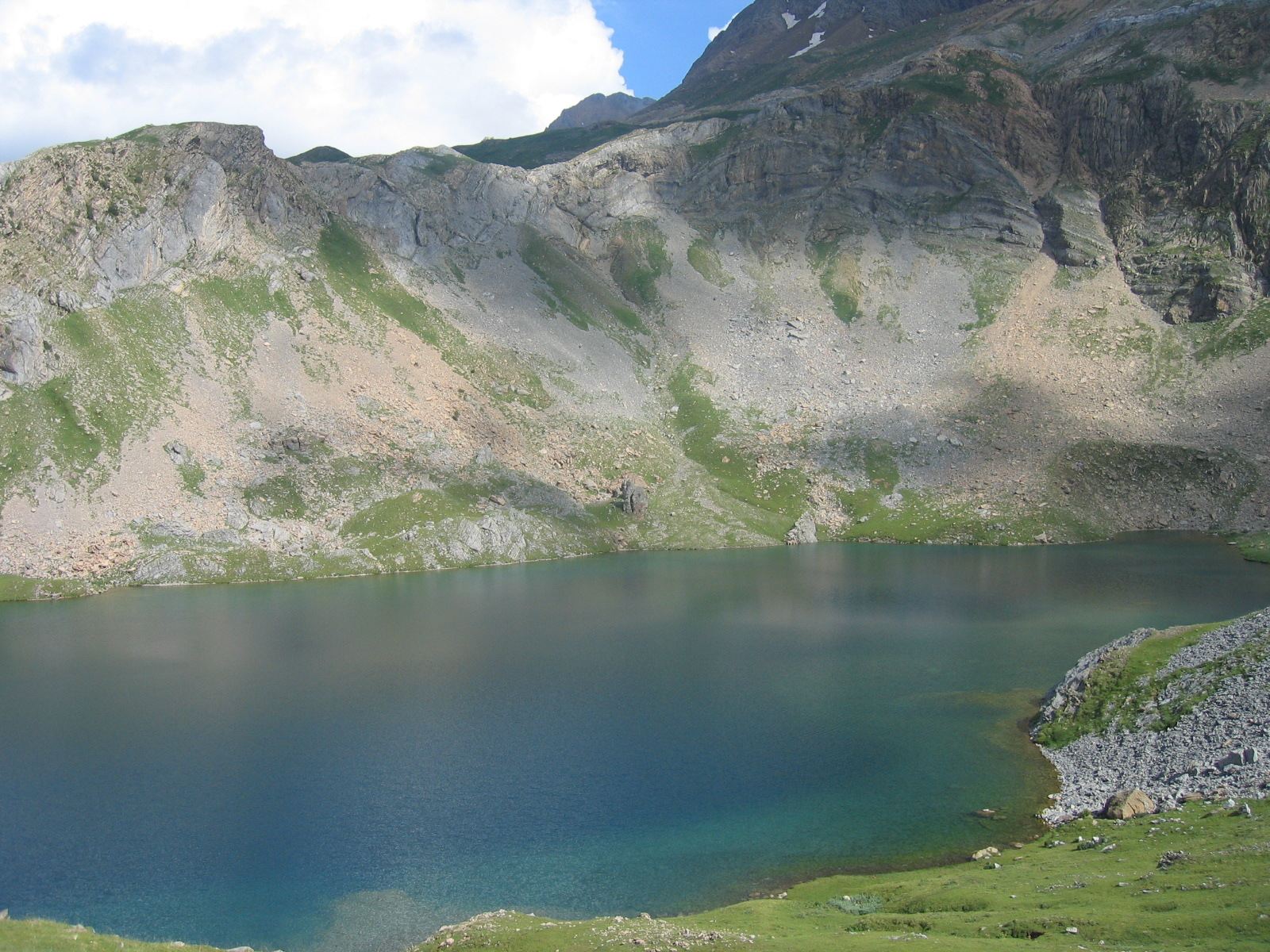
Ibón de Sabocos, tại Thung lũng Tena, thuộc dãy Pyrenees, Tây Ban Nha. "Ibón" là từ ngữ địa phương trong tiếng Aragon của hồ đóng băng.

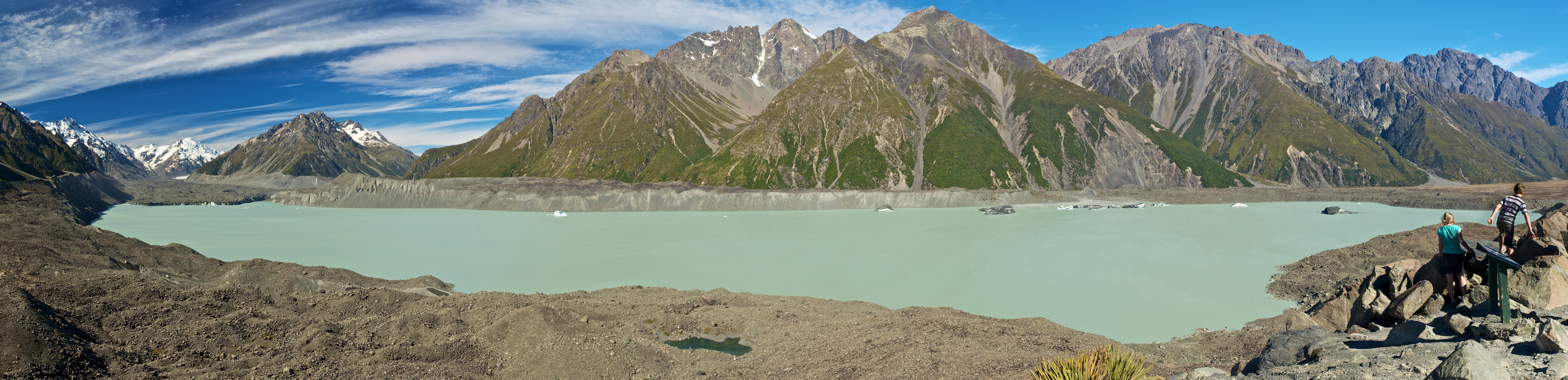
Hồ Tasman, một hồ kín được hình thành trong vòng 30 năm qua

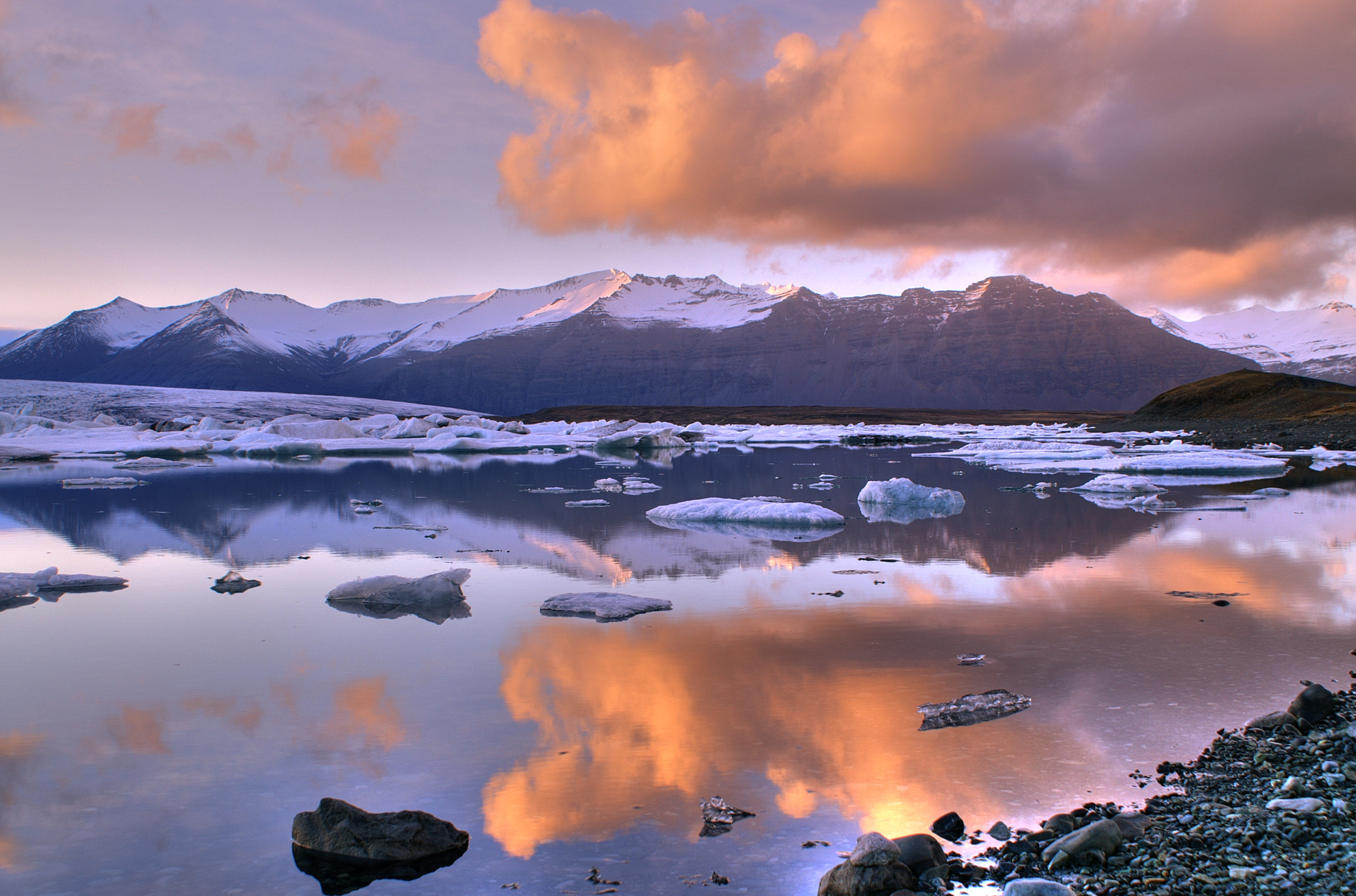
Jökulsárlón, một hồ sông băng tại Iceland. Bên tay phải là cửa của dòng sông băng Vatnajökull.

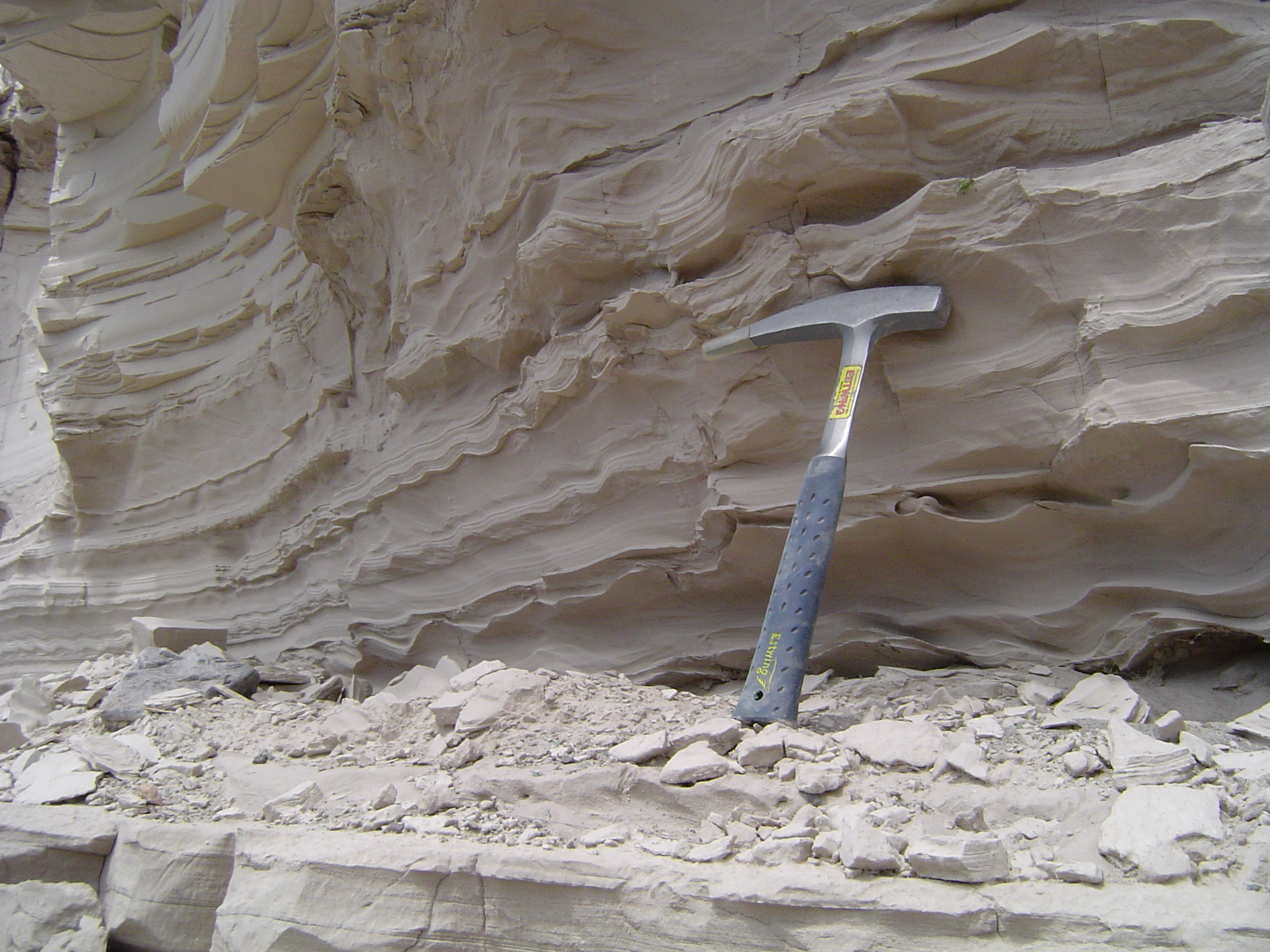
Nhiều lớp đá sét từ Hồ sông băng Missoula, Montana.

Một hồ sông băng là một hồ có nguồn gốc từ một sông băng tan chảy. Nó được hình thành khi một dòng sông băng xói mòn đất, và rồi nó tan chảy, lấp đầy cái hố hoặc khoảng trống mà nó tạo ra. Gần cuối thời kỳ băng hà cuối cùng, khoảng 10,000 năm trước, các sông băng bắt đầu rút đi. Một sông băng rút đi thường bỏ lại phía sau một lớp băng trầm tích dày ở vũng trũng giữa các đồi băng tích hoặc đồi. Khi kỷ băng hà kết thúc, những lớp băng đó tan chảy, tạo ra hồ. Có thể thấy điều này rõ ràng tại Khu vực Hồ thuộc Tây bắc nước Anh, tại đây các lớp trầm tích hậu sông băng thường sâu từ 4 đến 6 mét. Những hồ này thường được bao quanh bởi các đồi băng tích, cùng với các bằng chứng của sông băng khác như băng tích, đồi hình rắn và các đặc trưng xói mòn như các rãnh khía và chatter mark.
Hành động chảy xối qua của sông băng sẽ nghiền nát các khoáng vật trong những tảng đá mà sông băng chảy qua. Những khoáng vật bị nghiền nát này trở thành trầm tích ở đáy hồ, và một số bột đá bị giữ trong cột nước. Những khoáng vật bị giữ này hỗ trợ một lượng lớn tảo, làm cho nước có màu xanh lá cây.
Những hồ này có thể thấy rõ trong các bức ảnh chụp địa hình từ trên không trung ở những vùng bị làm đóng băng từ kỷ băng hà trước. Bờ hồ gần những khu vực này thường rất bất thường, phản ánh quá trình địa chất tương tự.
Ngược lại, những khu vực khác có ít hồ hơn, thứ thường dính liền với các con sông. Bờ hồ của chúng mượt mà hơn. Các khu vực này được tạo thành nhiều hơn bởi xói mòn nước.

## Trầm tích
Như có thể thấy tại Khu vực Hồ nước Anh, các lớp trầm tích dưới đáy hồ chứa những bằng chứng về tốc độ xói mòn. Các nguyên tố tạo nên trầm tích không liên quan đến bản thân hồ, mà bởi việc di chuyển của các nguyên tố này bên trong đất, ví dụ như sắt và mangan.
Sự phân bố của các nguyên tố này trong lòng hồ là do tình trạng lưu vực và thành phần hóa học của nước.
Việc lắng đọng trầm tích cũng có thể bị ảnh hưởng bởi hoạt động của các loài động vật; gồm cả việc phân bố các nguyên tố sinh hóa, những nguyên tố có thể tìm thấy trong các sinh vật hữu cơ, ví dụ như phosphor và lưu huỳnh.
Số lượng chất halogen và bo tìm thấy trong trầm tích cũng đi kèm với một sự thay đổi trong hoạt động xói mòn. Tốc độ lắng đọng phản ánh số lượng halogen và bo trong trầm tích lắng đọng.